# Casa das Águas Férreas
A Casa da Pedra ou Casa das Águas Férreas é uma residência localizada na cidade do Porto, em Portugal.
Nesta casa viveu o escritor e filósofo Joaquim Pedro de Oliveira Martins e foi local de tertúlias da Geração de 70, dinamizadas por Eça de Queirós, Antero de Quental, Guerra Junqueiro e Ramalho Ortigão. No século XX, a Casa da Pedra foi ainda a residência da poetisa Maria Manuela Couto Viana.

## Caracterização
A Casa da Pedra localiza-se nos números 25 a 43 da Rua das Águas Férreas, na freguesia da Cedofeita, entre a Rua da Boavista e a linha do Metro do Porto, junto à estação da Lapa.
A moradia é um corpo de planta rectangular de linhas muito simples, escalonada, constituída por rés-do-chão e primeiro andar articulados com um anexo térreo. A Casa da Pedra possui um jardim murado e abre para a rua por um pequeno portal com um frontão recortado, decorado com uma flor-de-lis. Este jardim, em desníveis que acompanham as diferentes cotas das ruas limítrofes, inclui uma fonte, um tanque de granito e esculturas decorativas, entre as quais uma em homenagem a Oliveira Martins, da autoria do artista plástico José Rodrigues, aí colocada pela Câmara Municipal do Porto em 1995.

## História
A Casa da Pedra é um singelo edifício urbano construído no século XVIII, em zona onde uma nascente de águas sulfúreas havia dado origem ao topónimo. No último quartel do século XIX serviu de residência ao escritor e filósofo Oliveira Martins, durante a sua estada no Porto para dirigir a construção da via férrea do Porto à Póvoa de Varzim e a Vila Nova de Famalicão.
A casa celebrizou-se então por ser o local de encontro dos intelectuais da Geração de 70, em tertúlias dinamizadas por Antero de Quental, Eça de Queirós, Guerra Junqueiro e Ramalho Ortigão, os quais, com Oliveira Martins, compunham o célebre "Grupo dos Cinco". Foi nesta casa que Antero de Quental se tentou suicidar pela primeira vez.
Entre as décadas de 1960 e 1980, a Casa da Pedra foi residência da poetisa vianense Maria Manuela Couto Viana. A Casa da Pedra mantém-se, ainda hoje, como propriedade particular com função residencial.